# Ladislaus Prager

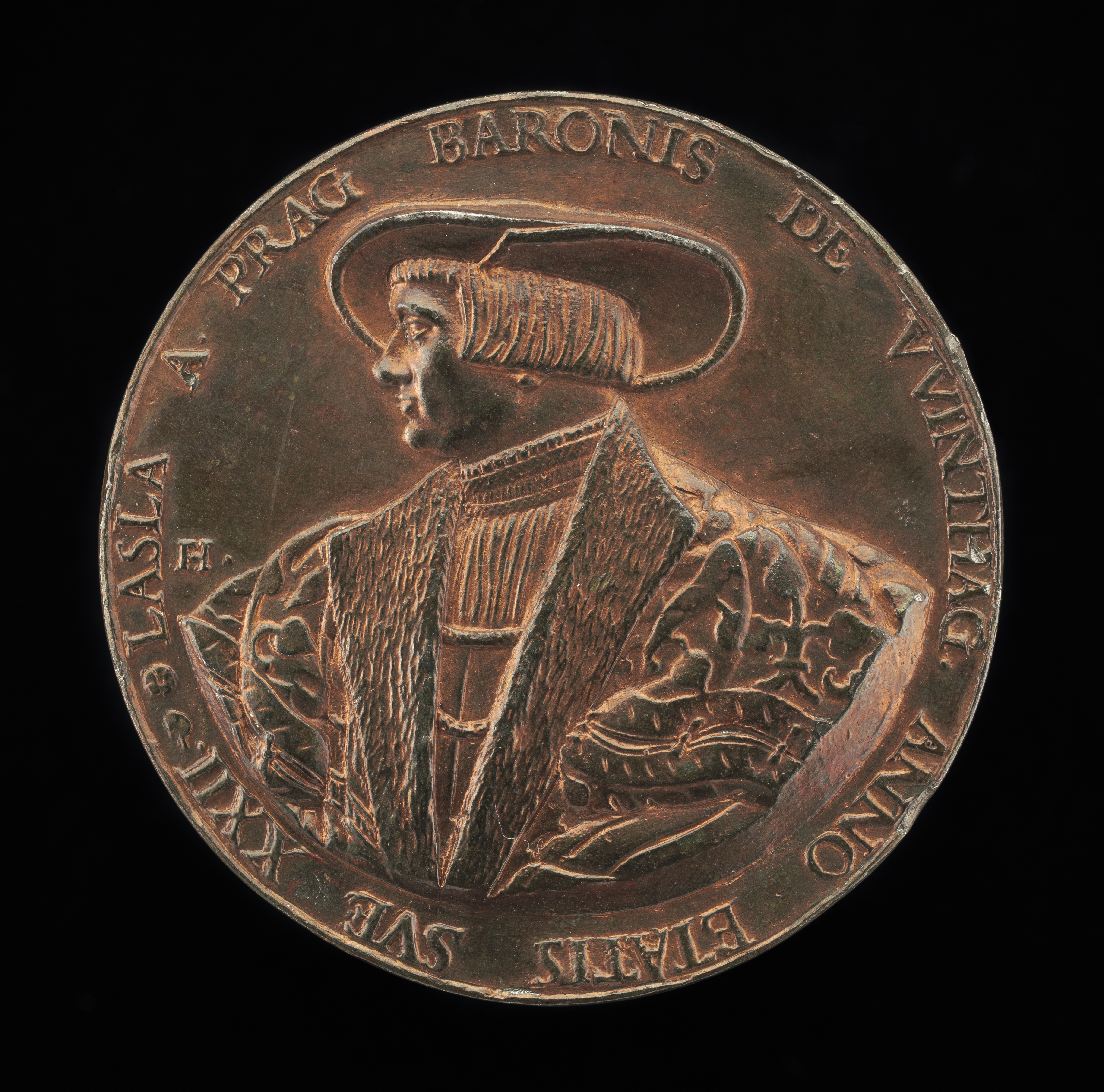
Medaille mit dem Porträt seines Sohnes Ladislaus II. Prager (1508–1558), Freiherr von Windhaag, geschaffen 1530 durch Friedrich Hagenauer († 1546)

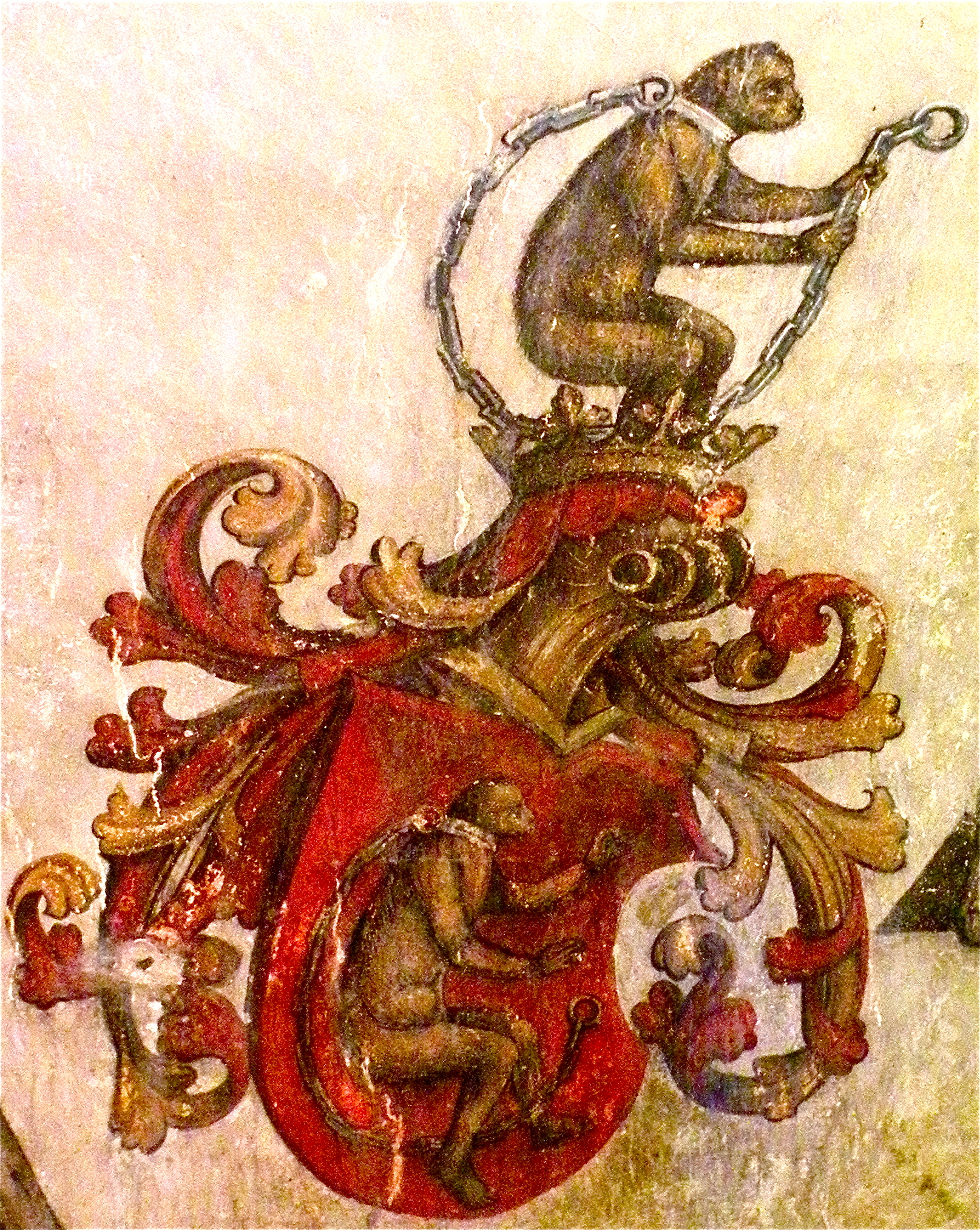
Pragerwappen. Gruft in Altenburg. Fresko

Lasla Prager, auch Laßla, Lasler oder Ladislaus bzw. auch Praga oder von Prag genannt (tschechisch Ladislav Pražský) (* vor 1486; † 28. November 1514 in Windhaag bei Perg) war ein Grundbesitzer und Politiker, der als Geldgeber des Kaisers zu besonderem Einfluss und Ansehen gelangte.
Er stammte aus einem böhmischen Adelsgeschlecht, 1486 wurde er in Aachen zum Ritter geschlagen und 1505 in den Freiherrenstand erhoben. Danach nannte er sich Laßla von Prag, Freiherr zu Windhag. Er war außerdem Erbmarschall von Kärnten, Kaiserlicher Rat und Truchsess, Hauptmann von Wiener Neustadt, Pfleger von Enns und Kämmerer von Kaiser Friedrich III.

## Leben
Lasla (Ladislaus I.) Prager stammt aus einem ursprünglich böhmischen Adelsgeschlecht. Er war der Sohn von Jakob, Herr von Prag (Jakob Prager) und Barbara von Graben, Tochter des ortenburgischen Hauptmannes Andreas von Graben, Schwester des görzischen Reichsverwesers Virgil von Graben, welche über ihre Familie auch mit den Auersperg und Breuner verwandt war.
Pragers Familie trat im heutigen Slowenien mit der Errichtung der Burgen Pragersko (Pragerhof) in Windisch-Feistritz und Prebold (Pragwald) westlich von Cilli auf, bevor sie in Oberösterreich in Erscheinung trat. Lasla Prager war auf Grund seines Reichtums als Geldgeber in der Gunst des Kaisers. Beim oberösterreichischen Adel galt er als Emporkömmling. Sein Wappen zeigt einen Affen (Meerkatze) an einer goldenen Kette.
Lasla Prager verkaufte die Besitzungen Obertruchsen, Wolfseck und Schoneck in Kärnten, bevor er nach Oberösterreich ging.
- Erste Ehefrau war Regina Tannpeck, die Erbtochter der Herren von Tannpeck auf Schloss Aich und Schloss Windhaag: Veit, Caspar und Hans Tannpeck. Hans, der letzte Tannpeck, war Reginas Vater. Regina starb 1498 oder 1499, begraben in der Pfarrkirche St. Georgen bei Grieskirchen.

- Zweite Ehefrau war eine Schwester des Balthasar Eggenberger[2] aus Graz. Die Eggenberger waren wichtige Geldgeber des Kaisers.

- Dritte Ehefrau war ab 1505 Anna Fux von Fuxberg (Fuchsberg, * um 1485 in Sankt Michael in Eppan, † 1534), Tochter von Daxen (Degenhard) Fux von Fuxberg (* 1450, † 1572), kaiserlicher Salzmeier zu Hall in Tirol, und Ehefrau Eva von Freundsberg. Mit Anna hatte Ladislaus sieben Kinder, von denen zwei als Kinder starben. Erwachsen wurden: Anna (* 1506; † 1522). Hans (* 1507; † 1572). Ladislaus II. (* 1508; † 1558). Christoph (* 1510; † 1535). Andreas (* 1514; † 1569).

Nach der Heirat mit der Erbtochter Regina Tannpeck wurde Lasla Prager von Kaiser Friedrich III. 1485 mit der Burg Windhaag belehnt. Bald darauf konnte er den Besitz seiner neuen Verwandten erwerben, zu dem ab 1492 auch Schloss und Herrschaft Aich gehörten.
Am 19. Dezember 1491 wurde Windhaag in Oberösterreich zur Herrschaft erhoben und der Burgfrieden zu einem umfangreichen Landgericht erweitert. Dieses Landgericht umfasste die Gemeinden Windhaag, Münzbach und Altenburg sowie Teile von Rechberg. Der damalige römisch deutsche König und Erzherzog von Österreich sowie spätere deutsche Kaiser Maximilian I. bestätigte das Landgericht am 2. März 1494. Weitere Bestätigungen folgten 1535, 1565 und 1568.
1491 ließ Lasla Prager das Schloss Pragstein in Mauthausen an der Donau erbauen. 1512 ließ Prager in der Pfarrkirche Altenburg (nun zu Filialkirche der Pfarrkirche Windhaag geworden) unter der Annakapelle eine Familiengruft errichten und mit Fresken schmücken. Die Fresken sind heute noch erhalten. Bei der Öffnung der Gruft im Jahre 1907 wurden zwölf Särge von Familienmitgliedern der Prager dort vorgefunden.
Die Familie Prager war bis 1597 im Besitz der Herrschaft Windhaag. Die Herrschaft war 1597 schon so schwer verschuldet, sodass sie von den Ständen eingezogen wurde. 1616 kaufte Hans Kalchgruber die Herrschaft.
Spätestens Lasla Pragers Söhne waren eifrige Protestanten. Demgemäß galten die drei Pfarren und Kirchen Altenburg, Münzbach und Pergkirchen und die meisten dort ansässigen Untertanen in der Zeit von etwa 1558 bis 1624 als protestantisch und sie hatten auch protestantische Pfarrer.
Die Nachkommen der Prager wanderten in der ersten Hälfte des 17. Jahrhunderts als eifrige Protestanten aus. 1630 wird noch ein Freiherr von Prag zu Ulm genannt.

## Besitzungen
Lasla (Ladislaus I.) Prager trat als Geldgeber für den Kaiser auf, erhielt als Pfand verschiedene Schlösser und Grundherrschaften, zum Beispiel Freistadt (im Zeitraum von 1500 bis 1509) und Klingenberg einschließlich des Marktes Münzbach (im Zeitraum 1500 bis 1514) und wurde schließlich mit diesen belehnt.
Bereits 1490 war Prager in den Besitz der Grundherrschaft Mauthausen gelangt. Er ließ dort 1491 das Schloss Pragstein auf einer Felsinsel in der Donau errichten. Er soll die Mauthausener Bürger sehr hart behandelt haben. Das Schloss steht heute am Ufer und nicht mehr auf einer Insel, da die Donau in diesem Bereich verlegt wurde.
1494 errichtete Prager in der Heinrichskirche in Mauthausen ein Karmelitenkloster für drei Karmeliten, die allerdings nur bis 1507 dort blieben.
Dem Windhager Urbar von 1508 ist der damalige durch Erbschaft (von den Tannpecks) und Kauf erworbene Besitz Pragers untergliedert in acht Ämter zu entnehmen: Windhaag, Zell, Weißenbach, Freistadt, Haid bei Wels, Sankt Florian, Linz, Kirchdorf, Klingenberg.
Aus dem Windhager Urbar von 1533 ist ersichtlich, dass Pragers Witwe Anna († 1534) als Vormund der noch minderjährigen Söhne in der Zeit 1514 bis 1534 weitere Besitzungen erwarb, unter anderem das Amt Saxenegg und das Amt Pruckmüllner, später auch das Amt Hirschau und die Pfarrkirche Münzbach samt Kirchenlehen, Vogtei, Pfarrhof und Untertanen.
Bei der mittelalterlichen Burg in Windhaag (Windhag I) ließ die Witwe Anna Prager im Jahr 1524 eine neue Kapelle hinzufügen und aufwändig ausstatten. Die Söhne setzten fort mit der Wandlung der Burg zum Alten Schloss Windhaag. Der Palas wurde aufgestockt und sein Inneres neu eingerichtet.
Die Besitzungen der Familie Prager waren wohl in den 1530er-Jahren am ausgedehntesten. 1539 erfolgte die Aufteilung der Besitzungen unter den zu diesem Zeitpunkt noch lebenden drei Söhnen. Hans (* 1507) erhielt das Haus in Enns samt Zubehör, Ladislaus II. (* 1508) den Sitz in Ottsdorf und die Pfandherrschaft Weitra, Andreas (* 1514) verblieb die Herrschaft Windhag, wobei er einige kleinere Ämter an Ladislaus abtrat. Hans ertauschte von Ladislaus II. später die Ämter Lindenöd und Erlach.
Die Prager besaßen die Vogtei und Lehenschaft über folgende Pfarren:
- Pfarre Altenburg (Heiliger Bartholomäus) (1485 bis 1597)
- Pfarre Münzbach (Heiliger Laurenz) (1530 bis 1597)
- Pfarre Pergkirchen (Heiliger Martin) (1540 bis 1597)
- Pfarre Rechberg (Heiliger Nikolaus) als Filialpfarre von Pierbach

Neben den zu den Grundherrschaften gehörenden Gütern gehörten zusammenfassend insbesondere folgende Bauwerke zeitweilig als (Pfand-)Besitz zum Einflussbereich der Familie Prager. Die Angaben in Klammer beziehen sich auf den Zeitraum der Einflussnahme:
In Oberösterreich:
- Schloss Aich bei Bad Zell (ab 1485 zur Hälfte und ab 1492 zur Gänze bis 1597)
- Schloss Arbing in Arbing (1485 bis 1523)
- Schloss Freistadt in Freistadt (1500 bis 1509)
- Sitz Klamhof bei Pergkirchen (ab 1494)
- Burg Mitterberg bei Perg (1491 bis 1597)
- Schloss Poneggen bei Schwertberg (1538 bis 1623)
- Schloss Pragstein in Mauthausen (erbaut 1492 und behalten bis 1514)
- Schloss Pragtal bei Windhaag (erbaut 1564)
- Burg Saxenegg bei Windhaag (1525 bis 1597)
- Burg bzw. Altes Schloss Windhaag in Windhaag (1485 bis 1597)

In Niederösterreich:
- Schloss Engelstein in Großschönau (1537 bis 1597)

In Kärnten:
- Schloss Alt-Rechberg[3] und Schloss Rechberg in Eisenkappel-Vellach (gestiftet 1495 an den Sankt Georgs-Ritterorden als Kommende)
- Schloss Alt-Treffen (vor 1490 zerstört und seither Ruine) und Schloss Treffen[4] (erbaut zwischen 1500 und 1520) in Treffen am Ossiacher See

## Bildergalerie

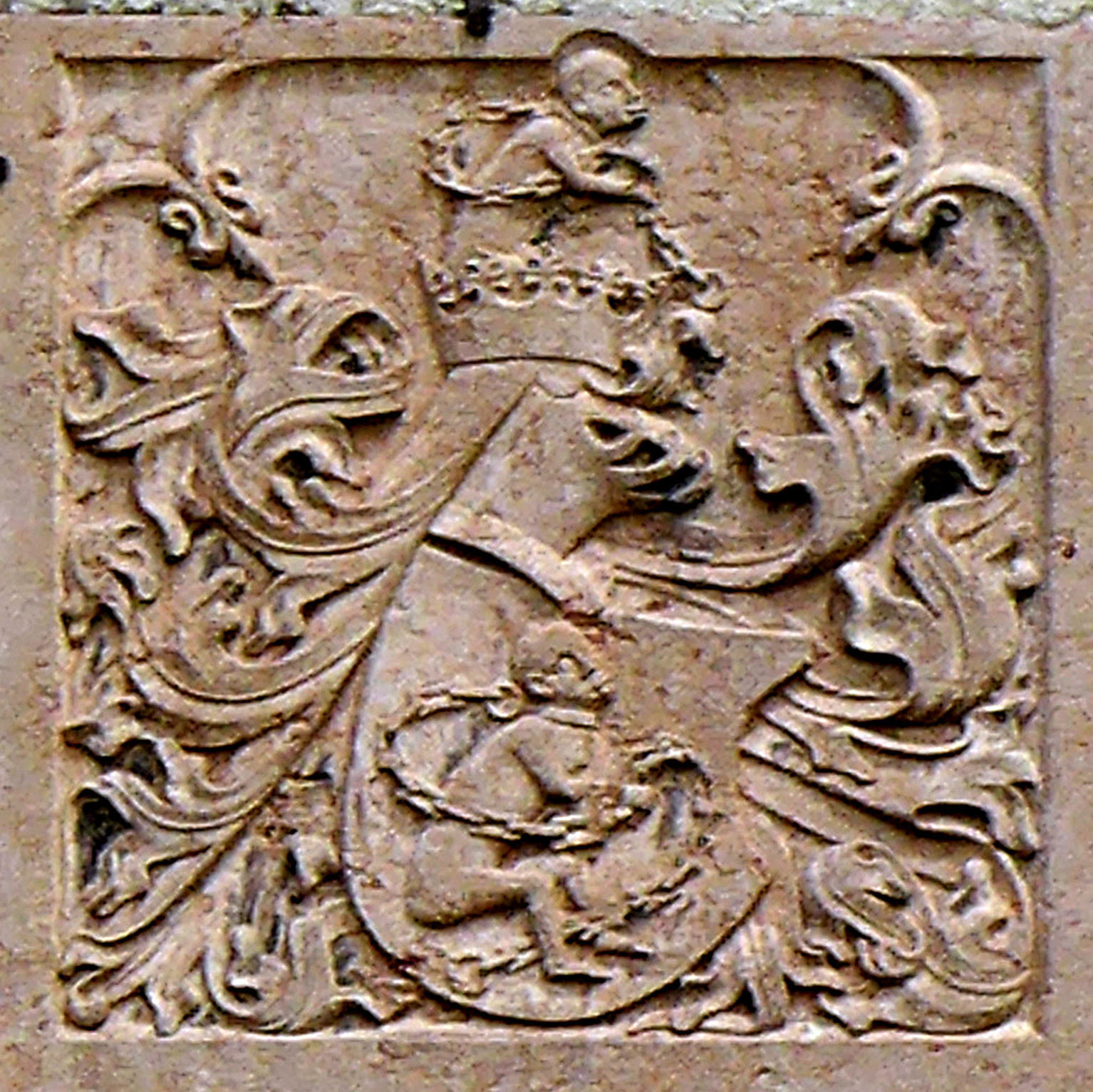
Marmorwappen Mauthausen
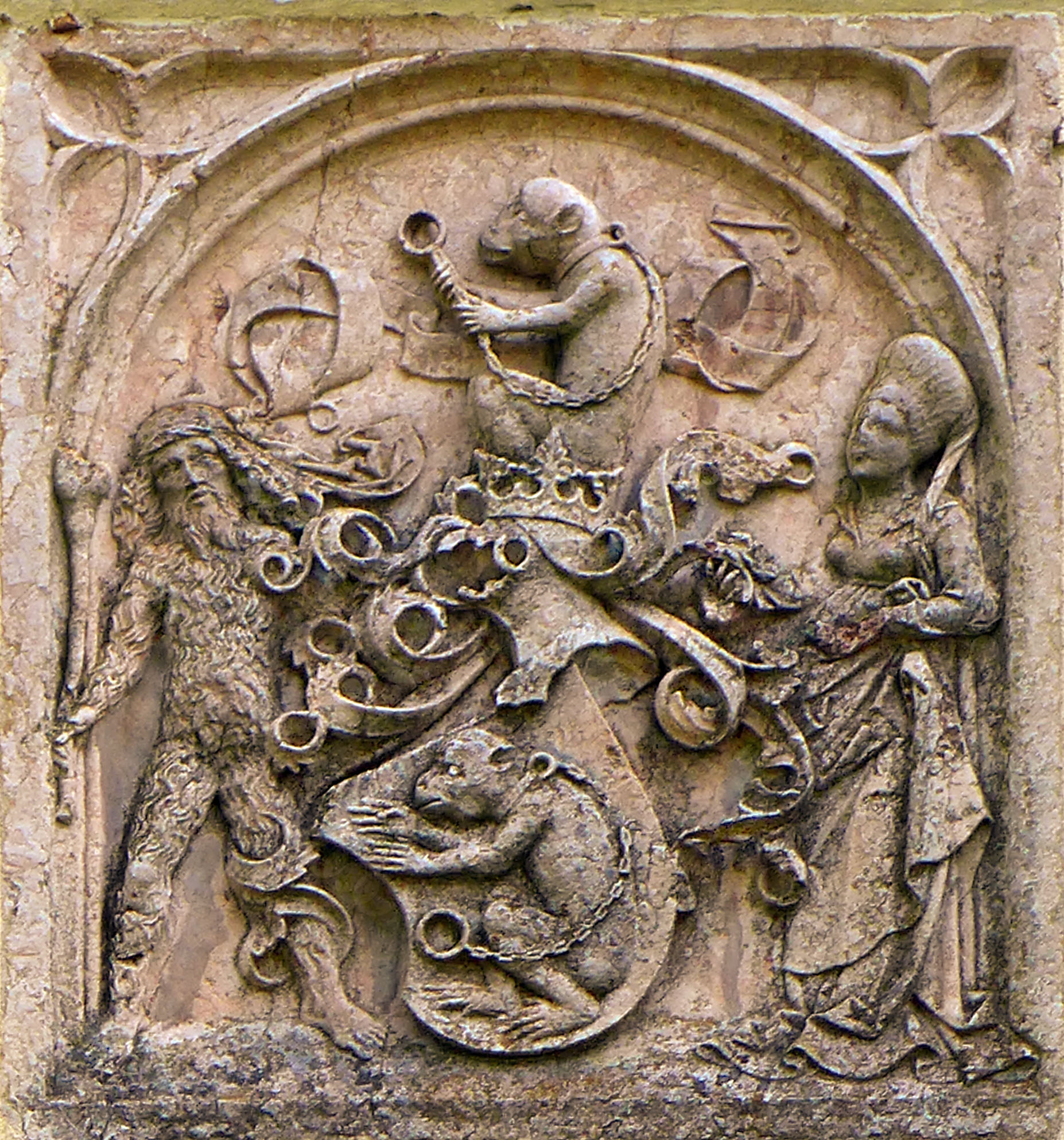
Marmorwappen Windhaag
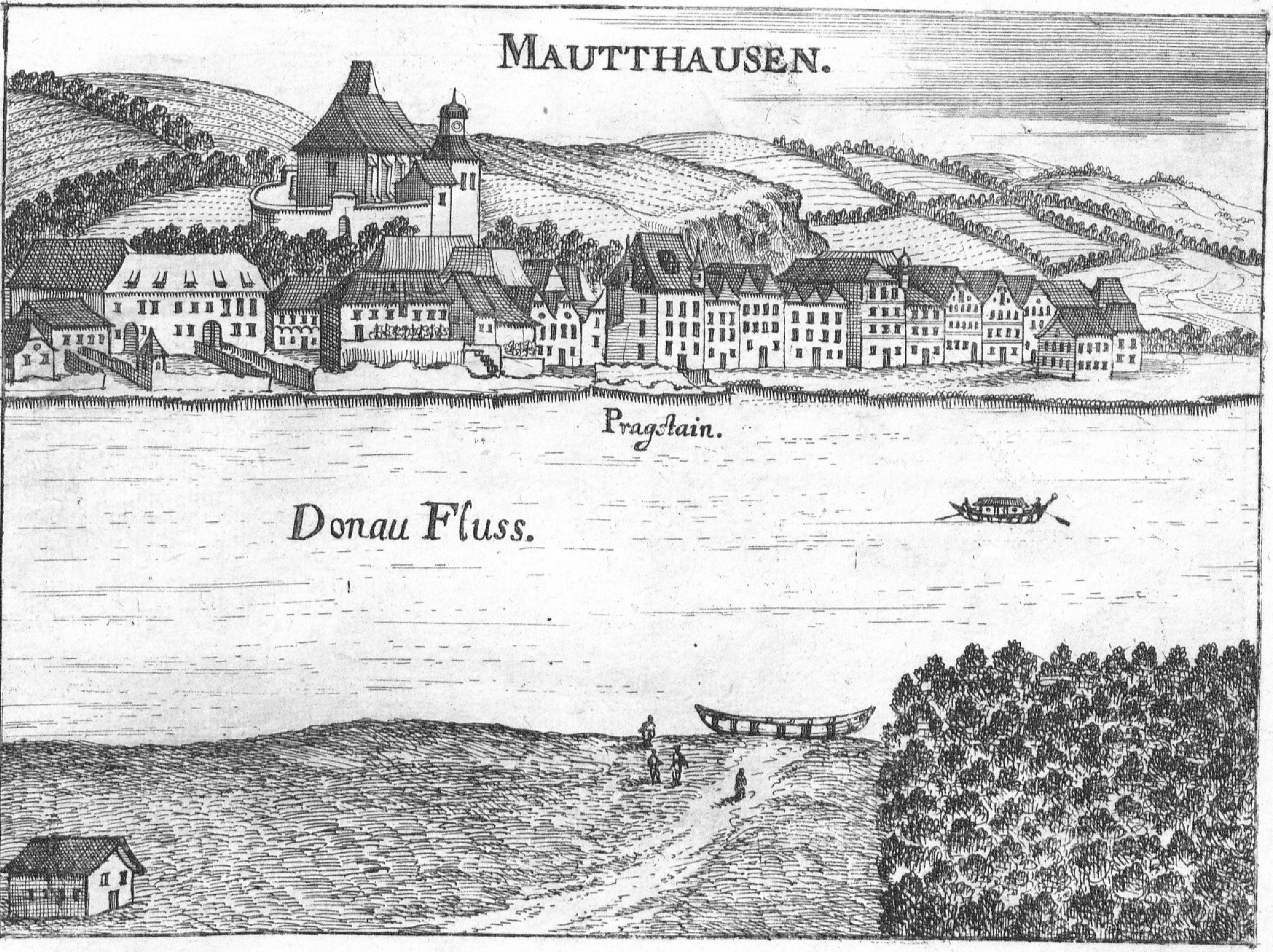
Mauthausen mit Pragstein
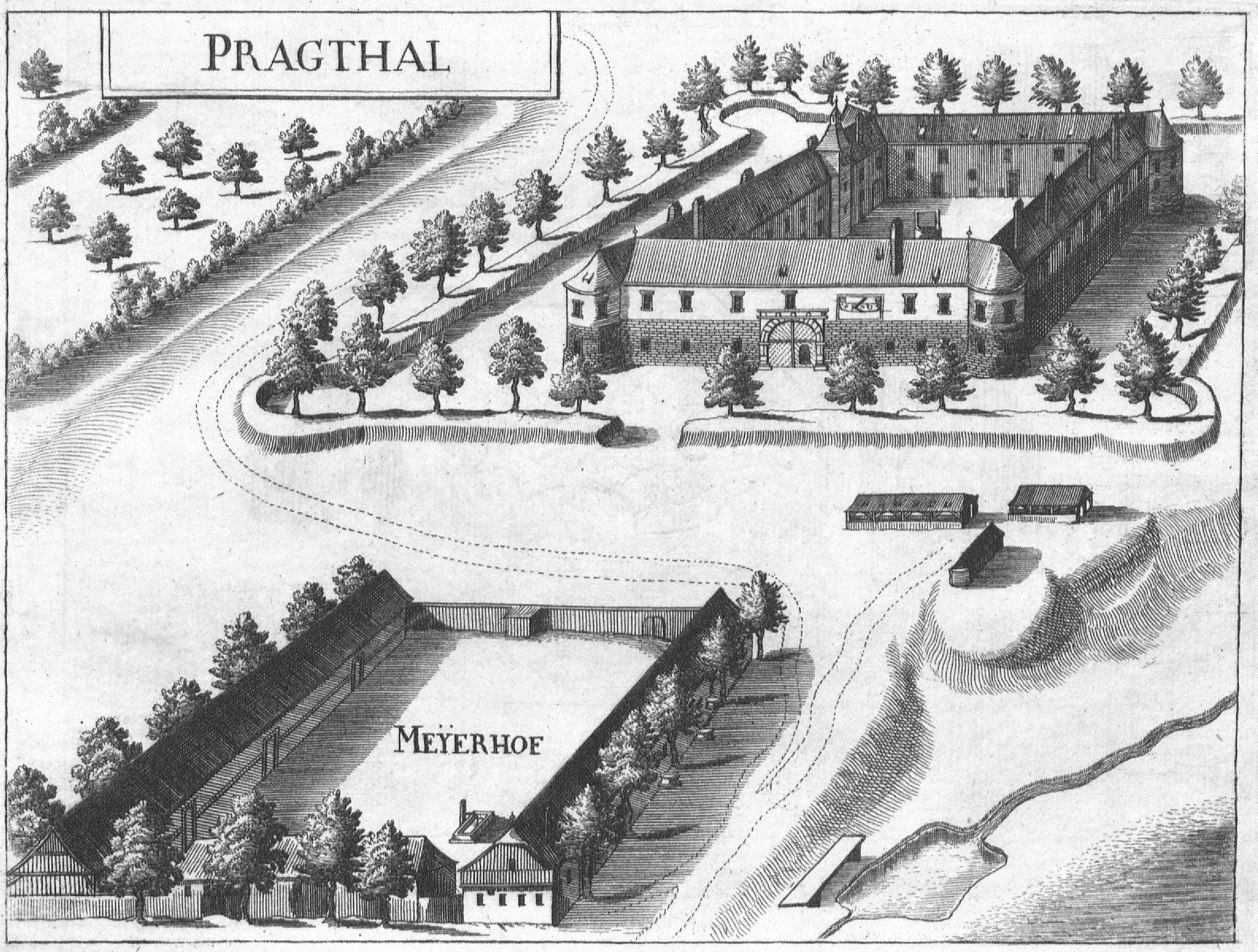
Pragtal
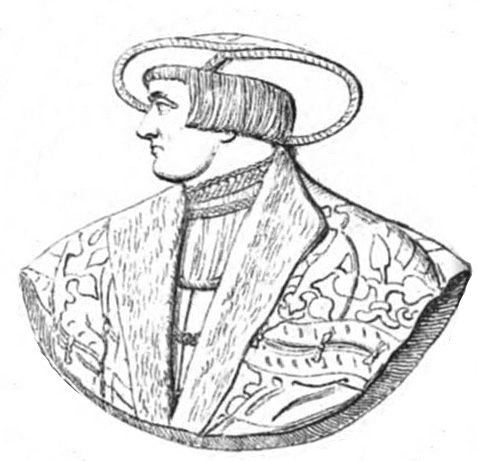
Lasla II. (1508–1558). Bild auf Medaillon

## Nachkommen des Lasla Prager
Ladislaus I. (Lasla) Prager (* um 1460, † 28. November 1514 in Windhag). Erstens ⚭ mit Anna Regina, geborene von Tanpecken zu Windhag († 1498 oder 1499) Keine Kinder. Zweitens ⚭ mit einer Eggenberger aus Graz (Schwester des Balthasar Eggenberg). Drittens 1505 ⚭ mit Anna, geborene Fux von Fuxberg (* um 1485 in Sankt Michael in Eppan, † 1534) aus Hall in Tirol. Ladislaus starb 1514 in Windhag. Auf seinem Grabstein in der Kirche in Altenburg steht: »Hie ligt begraben der wolgeporn Herr herr Laslan von präg freiherr zu winthag Erbmarssalk zu kernden der gestorben ist den 28 tag Wintermonetz X. V. vnd X. IIII. jar (28. November 1514) den gott genedig vnd barmherz, sey«
Ladislaus Kinder und weiteren Nachkommen:
1. Pantaleon († 3. September 1504). Grabstein mit Pragerwappen in Hall in Tirol
2. Anna (* 1506; † 1522). Starb unverheiratet mit 18 Jahren.
3. Hans (Johann, * 1507 in Windhag; † 1572). 1525 ⚭ mit Magdalena, geborene von Scherffenberg († 1598, Tochter von Margaretha Scherffenberg, geborene Zelking). Hans war kaiserlicher Rat und Landrat ob der Enns (Oberösterreich), Schulsuperintendent der evangelischen Landschaftsschule in Enns. War Fürschneider der Königin Anna und Edelmann des Salzburger Erzbischofs Matthäus Lang von Wellenburg auf dem Reichstag zu Augsburg 1530. Kinder → Pos. 3.1 bis 3.4.
3.1 Christoph († in der Jugend).
3.2 Hans († 1577 unverehelicht).
3.3 Ladislaus III. († in der Jugend).
3.4 Margaretha. ⚭ mit Hanns Caspar Volkenstorf auf Weißenberg (* 1569; † 1612), war seine zweite Ehe. Erste Ehefrau war Lucretia von Losenstein († 1571).
4. Ladislaus II. (Lasla II., * 1508 in Windhag; † 1558). ⚭ mit Engelburg, geborene von Lamberg. War einer von zwölf Truchsessen des Kaisers Ferdinand I. auf dem Reichstag zu Augsburg 1530. Von ihm gibt es ein Bild auf einem Medaillon. Ein Brustbild mit reichgestickter, pelzverbrämter Haube, einem Barrette, und kurzgeschnittenem Haare, von der linken Seite. Medailleurs Friedrich Hagenauer zu Augsburg, wo Ladislaus sich im 22. Lebensjahr 1530 bei dem dortigen Aufenthalte medaillieren lassen mochte. Größe: 2 Zoll 4 Linien. Silber. Exemplar im k.u.k. Münzkabinett. Hatte keine Kinder.
5. Christoph (* 1510; † 1535). 1530 war er in Konstantinopel als Begleiter der Gesandten an der Hohen Pforte Joseph von Lamberg (* 1489; † 1554) und Niklas von Jurischitz (* um 1490; † 1543). 1535 war er in Afrika, er nahm teil am Tunisfeldzug Kaiser Karl V. Er starb dabei durch einen Pfeil bei der Eroberung von Tunis. Keine Kinder.
6. Andreas (Andreas von Prag zu Engelstein, auch Andreas von Prag zu Windhag, * 1514 (oder 1510), † 1569). 1540 ⚭ mit Katharina Magdalena, geborene von Lamberg (* um 1520, † 1569). War Edelmann des Salzburger Erzbischofs Matthäus Lang von Wellenburg auf dem Reichstag zu Augsburg 1530.
Andreas bekam 1539 bei der Erbteilung die Herrschaft Windhag. Er ließ 1564 Schloss Pragtal und 1567 in Altenburg ein Spital (für bedürftige Leute) bauen. Kinder → Pos. 6.1 bis 6.7.
6.1 Christoph (Johann Christoph, * 1542 in Windhag; † 1606 oder 1607 und 1617). Erstens 1571 ⚭ mit Katharina, geborene von Prösing zu Enns. Zweitens 1586 ⚭ mit Judith, geborene von Friedesheim. Mundschenk Kaiser Rudolf II. 1575 reist er in fremde Länder und trifft in Weissenburg (Ungarn) letztwillige Anordnungen, u. a. wegen Harnisch und Waffen.
Kinder mit erster Ehefrau Katharina → Pos. 6.1.1 Engelburg (* 1572; † 1580).
6.1.2 Elisabeth († 1577).
6.1.3 Maria
6.1.4 Andreas († 1581). 6.1.5 Hans Christoph (* 1573), ⚭ mit Christina, geborene von Tschernembl. 1608 war er Mitunterzeichner N° 45 des protestantischen Horner Bundes. Kinder → Pos. 6.1.5.1 Hans, 1629 ausgewandert der Religion wegen.
6.1.5.2 Ladislaus V. († 1605), ⚭ mit Johanna Viktoria, geborene von Krenberg. 6.1.6 Ladislaus IV. (* um 1575 in Windhag, † 1613), ⚭ mit Victoria, geborene von Kernburg (Kienburg, * um 1585). Kinder → Pos 6.1.6.1 Benigna Rosina, ⚭ mit Sigmund von Prantner. 6.1.6.2 Maria Francisca, ⚭ mit Joseph von Maurburg, dann ⚭ mit Friedrich von Eggersperg. 6.1.6.3 Sigmund Friedrich († 1627). Mit ihm starben die Prager in Österreich aus. Auf seinem Grabstein in der Kirche Pettau (Ptuj) in Slowenien steht: „Hie ligt begraben der wohlgebohrne Herr HR Sigmund Fridrich von Prag, Freyherr, der lezte dises Namens. Herr von Grienberg. Einer löbl. Landschaft in Steyer (Steiermark). Gewester Kriegscommissarius im Viertel zwischen Mur und Drag (Drau). Welcher verschieden den X. April anno MDCXXVII (10. April 1627).“ 6.1.7 Hans.
6.2 Albrecht, Zwilling. († 1592). Starb auf der Jagd. Keine Kinder.
6.3 Friedrich, Zwilling (* um 1545 in Windhag, † 1600). Erstens 1571 ⚭ mit Justina, geborene Harrach († 1572). Zweitens ⚭ mit Eleonora, geborene von Pögel (Pöckling, † 1576), keine Kinder. Drittens ⚭ mit Elisabetha, geborene von Rogendorf.
Friedrich bekam 1539 bei der Erbteilung die Herrschaft Windhag. Zu den Schulden, die Friedrich von seinem Vater Andreas übernommen hatte, kamen noch neue dazu. Die fortgesetzte Knebelung und Not der Windhager Untertanen schildern die Bauernkriegsbeschwerden von 1597. 1597 verkaufte Friedrich die Herrschaft Windhag an Lorenz Schütter von Klingenberg d. Ä. († 1599). Das Schloss Poneggen bei Schwertberg vermachte Friedrich 1598 seiner (dritten) Ehefrau Elisabetha.
Friedrichs Kinder mit dritter Ehefrau Elisabetha → Pos. 6.3.1 Barbara. Pos. 6.3.2 Margaretha (* 1579 oder um 1585 in Windhag; † 13. September 1669 in Linz), ⚭ mit Andreas Ungnad von Weissenwolf (* 1579 Sonnegg im Jauntal, † 1643 in Aurich in Ostfriesland). Heirat war am 16. September 1601. Andreas Vater, Hofkriegsratspräsident David von Ungnad und Weissenwolf (* 1538, † 1600), war 1572 und 1574 als kaiserlicher Gesandter in Konstantinopel an der Hohen Pforte tätig. Diese Margaretha Ungnad von Weissenwolf wird auch als Stammmutter der bedeutenden Grafen Ungnad von Weissenwolf betrachtet. Kinder → Pos. 6.3.2.1 Elisabeth (* 1614 in Wien; † 1683 in Bremen), 1646 ⚭ mit Johann von Marenholtz († 1651, enthauptet). 6.3.2.2 David (* 1604; † 1672), ⚭ mit Maria Elisabeth, geborene Jörger von Tollet.
6.4 Ursula (* 1544, † 28. November 1592). ⚭ 1563 mit Carl Ludwig von Zelking (* 1531; † 1577). Hatten 5 oder mehr Kinder.
6.5 Katharina (Katharina von Prag zu Engelstein, † um/nach 1616). ⚭ um 1576 mit Veit Sigmund von Zelking (* um 1560; † um 1577, Bruder des Carl Ludwig von Zelking). Kind → Pos. 6.5.1 Elisabeth († um 1641).
6.6 Anna († 1602), ⚭ mit 1582 Sigmund Ludwig Polheim zu Wels. Kind → Pos. 6.6.1 Heinrich (* 1584). ⚭ 1608 mit Maria von Khevenhüller.
6.7 Engelburg.
7. Pantaleon (* 1514). Starb bald nach der Geburt.
Im Wesentlichen entspricht die Aufstellung dem Text von Joseph Bergmann aus dem Jahr 1844.